# Henny Magnussen
 Henny Sophie Magnussen (* 18. Dezember 1878 in Kopenhagen, Dänemark; † 20. Juni 1937 ebenda) war eine dänische Rechtsanwältin. Sie erhielt als erste Dänin die Erlaubnis an den obersten Gerichten Dänemarks tätig zu sein.

## Leben und Werk
Magnussen wurde als Henny Sophie Petersen als Tochter des Bauern Jens Petersen und seiner Frau Boline Buch (1839–1914) geboren. Nach dem Besuch der Gammelholm Latin- og Realskole immatrikulierte sie sich 1900 an der Universität Kopenhagen und schloss 1905 ihr Studium der Rechtswissenschaften ab. Anschließend wurde sie in einer Anwaltskanzlei angestellt. 
Nachdem sie die Unterstützung der Abgeordneten für sich gewonnen hatte, schlug Justizminister Peter Adler Alberti eine Gesetzesänderung vor, die es Frauen ermöglichte, mit den gleichen Privilegien wie Männer als Anwälte tätig zu werden. Der Gesetzentwurf wurde als Sondergesetz verabschiedet, so dass Magnussen bereits 1906 eine Anstellung als Rechtsanwaltsgehilfin erlangen und nach dreijähriger Rechtsanwaltslehre selbstständige Rechtsanwältin werden konnte. Es ist nicht ausgeschlossen, dass der damalige Innenminister Sigurd Berg, der Bruder von Nanna Kristensen-Randers auf den Fall aufmerksam geworden war. Dank der Unterstützung der Abgeordneten konnte Magnussen ab 1909 als erste Frau an allen dänischen Gerichten praktizieren.
Sie arbeitete noch einige Jahre für die Anwälte Charles Shaw und Harald Dietrichson und gründete schließlich eine eigene Anwaltspraxis. Vor allem im Zusammenhang mit Ehestreitigkeiten und Scheidungsfällen konnte sie viele weibliche Mandanten gewinnen. So wies sie beispielsweise nach, dass ein bestehendes Gesetz der Frau das Recht auf Mittel zum Eigenverbrauch in Bezug auf das Einkommen des Ehepartners zugesteht. Sie heiratete 1913 ihren Kommilitonen Ove Knud Magnussen (1881–1973), der außerordentlicher Professor an der Universität war und sie in allen wissenschaftlichen Belangen beriet.
Von 1907 bis 1909 leitete sie den Kopenhagener Zweig der dänischen Frauengesellschaft Dansk Kvindesamfund. Von September 1913 bis März 1914 unternahm sie eine Studienreise nach Oxford und London.
Magnussen starb 1937 in Kopenhagen an einem Herzinfarkt. 